# 한반도에큐메니칼포럼
한반도에큐메니칼포럼(Ecumenical Forum for Korea)은 대한민국의 개신교 연합체인 한국기독교협의회(NCCK)와 조선민주주의인민공화국의 조선그리스도교련맹(KCF)이 주축이 되어 조직된 개신교 단체이다. 세계교회협의회, 아시아기독교협의회 등 세계 각국의 기독교 연합체 및 협의회와 개발기구와 협력하고 있다.정식명칭인 한반도 평화, 통일, 개발협력을 위한 에큐메니칼 포럼은 잘 쓰이지 않고 한반도에큐메니칼포럼이라 호칭된다.
운영위원회는 대한민국의 한국기독교교회협의회, 북조선의 조선그리스도교연맹, 그리고 해외 단체인 아시아기독교협의회, 세계교회협의회를 대표하는 인물들로 구성된다.

## 같이 보기
- 한국기독교교회협의회
- 세계교회협의회